# Magazintasche

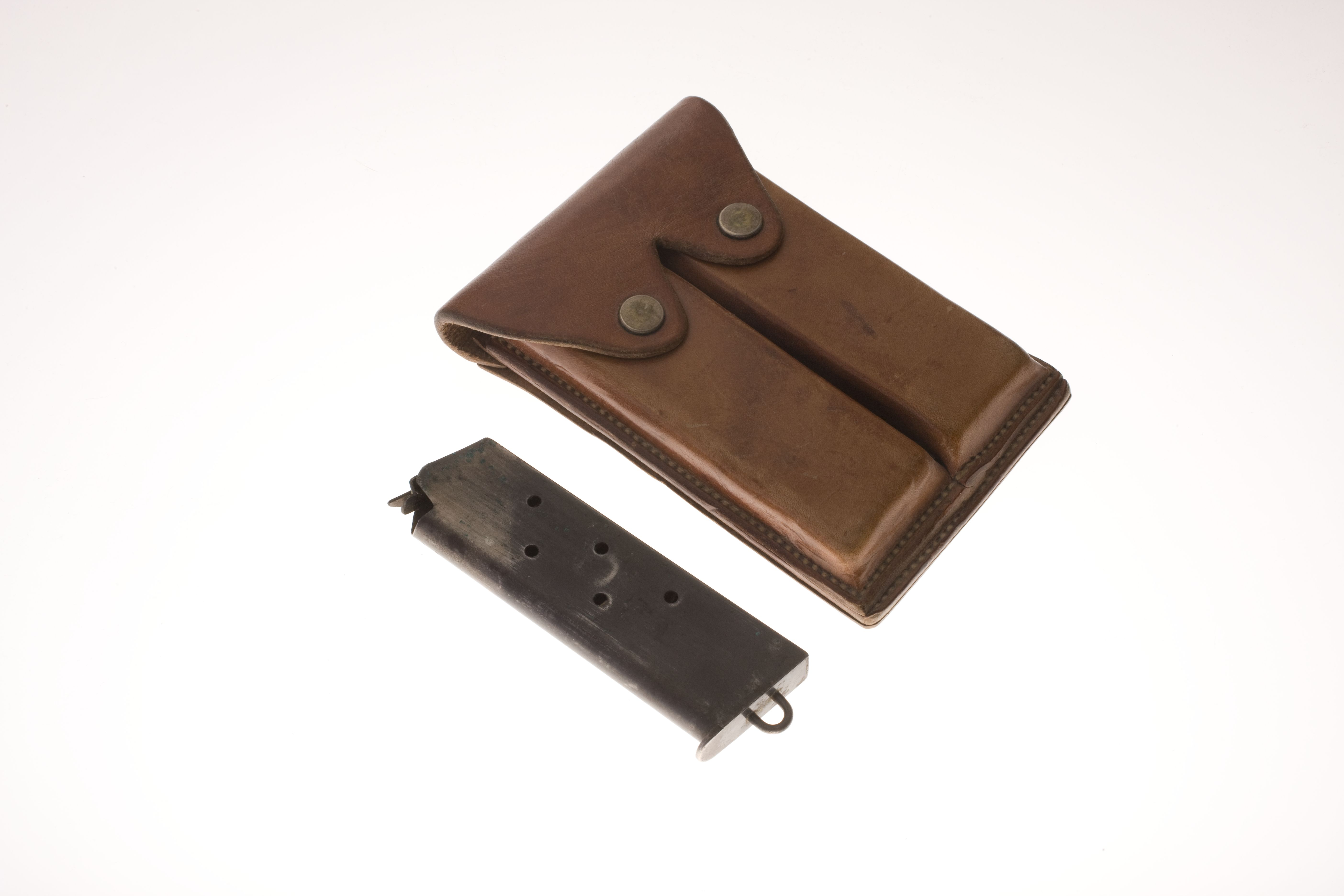
Magazin und eine Magazintasche für zwei Magazine

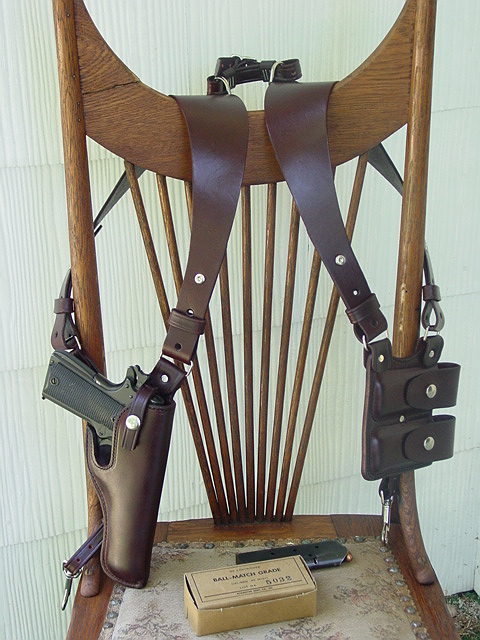
Magazintaschen an einem Schulterholster

Als Magazintasche bezeichnet man üblicherweise eine Tasche oder sonstige Vorrichtung, um das austauschbare Magazin mit den darin befindlichen Patronen einer Handfeuerwaffe aufzunehmen.

## Beschreibung
Für die verschiedenen Arten von Handfeuerwaffen und Zwecke gibt es verschiedene Magazintaschen und Halter sowie Ladestreifen.
In der militärischen Nutzung liegt das Hauptaugenmerk auf dem Schutz des (geladenen) Magazins vor Staub, Schlamm und Nässe. Dazu ist die Magazintasche meist mit einem Deckel versehen, welcher das Magazin schützt. Ebenso wichtig ist allerdings auch die gute Erreichbarkeit in allen Lagen, wie liegend, kniend, stehend oder sitzend.
Im sportlichen Bereich (etwa beim IPSC-Sportschießen) ist dagegen die gute Erreichbarkeit am wichtigsten, so dass hier schnell die Magazine gewechselt werden können.

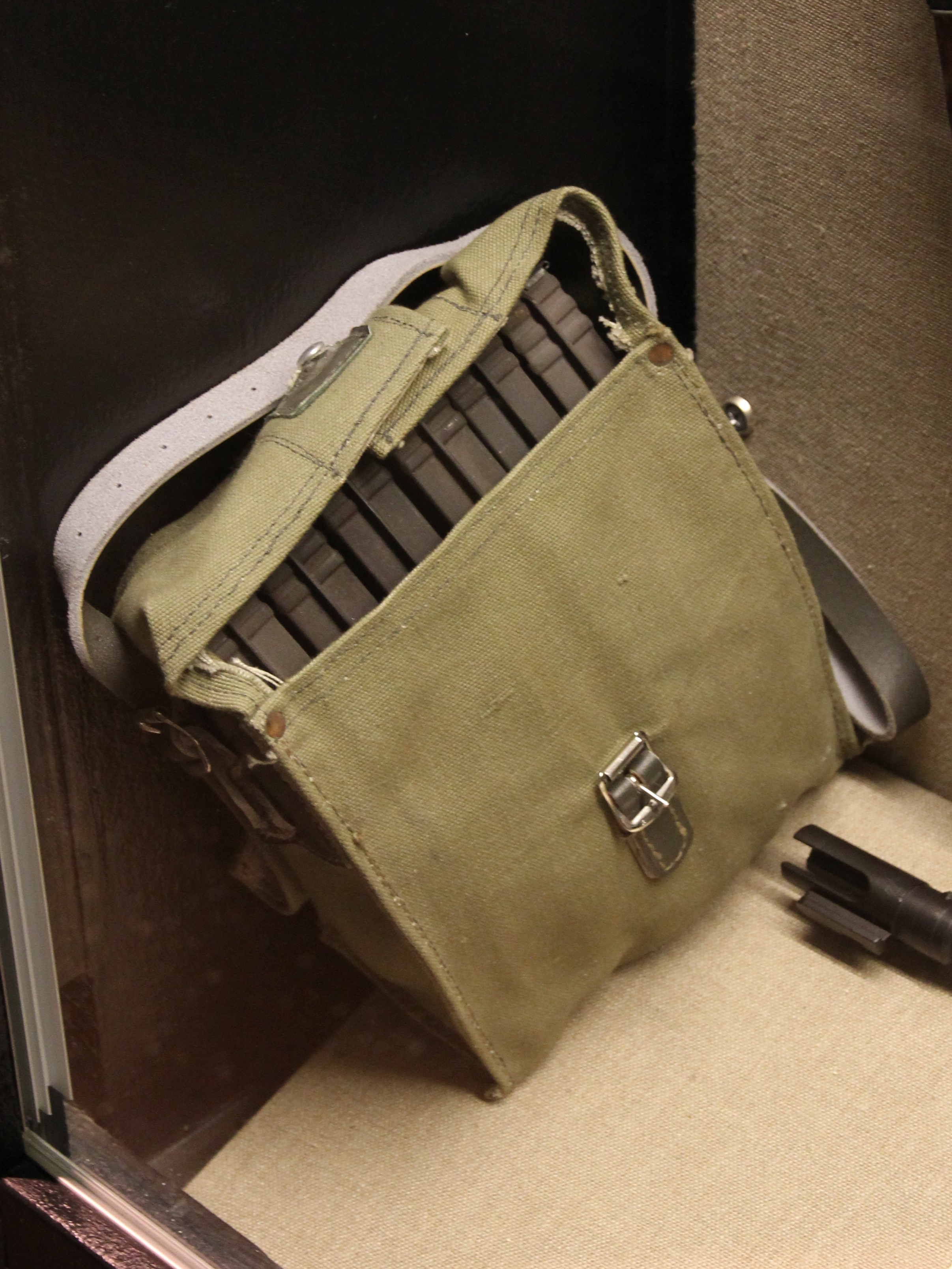
Magazintasche für RK 62-Magazine

Bei der Polizei und anderen Trägern verdeckter (nicht sichtbar getragenen) Waffen hingegen liegt das Hauptaugenmerk auf der guten Anpassung an den Körper und bequeme Trageweise.
Magazintaschen werden üblicherweise an einem Gürtel befestigt. Im militärischen Bereich handelt es sich eher um ein komplettes Tragesystem mit Gürtel, hosenträgerähnlichen Haltern usw. Neu ist die Befestigung der Magazintaschen direkt auf einer Schutzweste wie etwa beim US-amerikanischen Molle-System.

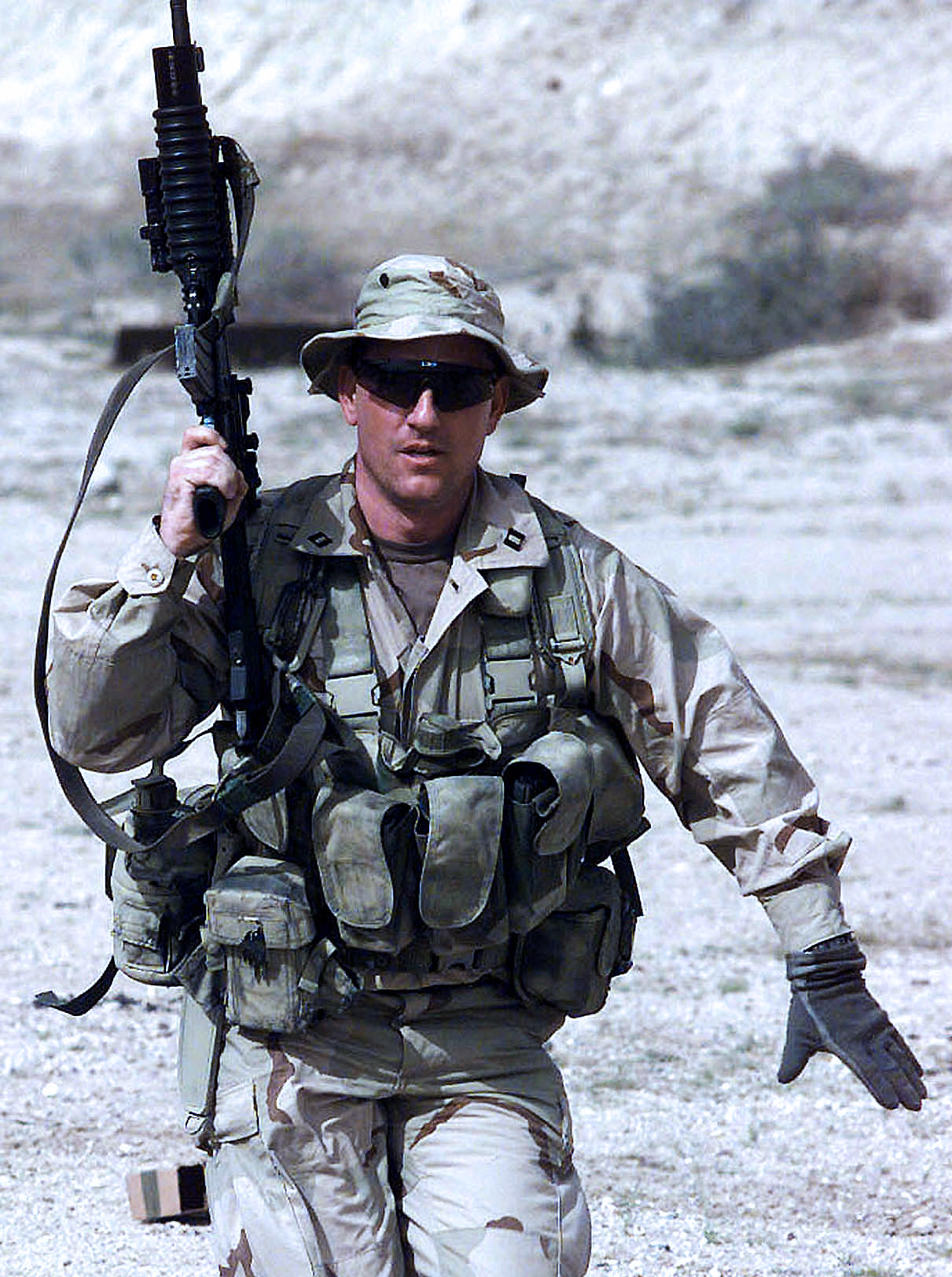
Magazintaschen an einem Koppeltragegestell

Wenn eine Magazintasche in der Lage ist, mehrere Magazine aufzunehmen und mit einem Haltegurt versehen ist, spricht man eher von einem Bandolier.
Für Magazintaschen kann man auch unterscheiden, ob sie für Gewehrmagazine oder für Pistolenmagazine vorgesehen sind.